# Filtragem colaborativa
Filtragem colaborativa (FC) é uma técnica utilizada por alguns sistemas de recomendação.